# Principauté de Kualuh
1868 – 17 août 1945

Le kabupaten de Labuhan Batu dans la province de Sumatra du Nord

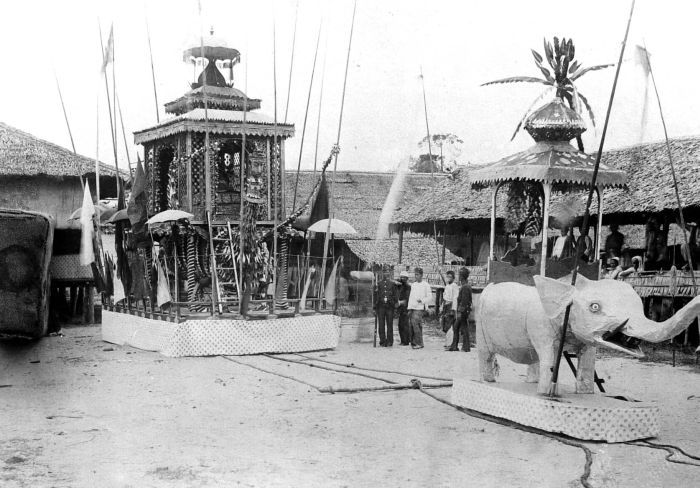
Char nuptial du sultan de Kualuh

La principauté de Kualuh était un État princier d'Indonésie dans l'actuelle province de Sumatra du Nord. Son nom subsiste dans celui de quatre kecamatan (districts) du kabupaten de Labuhan Batu de la province :
- Kualuh Hilir ("aval"),
- Kualuh Hulu ("amont"),
- Kualuh Leidong,
- Kualuh Selatan ("sud").

## Histoire
Les souverains de Kualuh sont les descendants d'une branche de la famille royale d'Asahan. L'État fut créé en 1868 pour Tuanku Namatullah, petit-fils de Raja Musa Shah d'Asahan. Les Pays-Bas le nommèrent également gouverneur d'Asahan après qu'ils eurent déposé son beau-frère, Sultan Ahmad Shah. Mais Tuanku Namatullah ne pouvait pas établir son autorité, et le détrônèrent en 1882. Les territoires fidèles à Namatullah sont devenus le nouvel État de Kualuh et de Leidong. 
Tuanku Muhammad Shah a succédé à son père en 1882 et régna pendant près de soixante-quatre ans. Son règne fut témoin des changements économiques et politiques à un niveau sans précédent. Dans les années qui suivirent, il abdiqua de la plupart de ses territoires en faveur de son fils aîné, Tengku Mansur Shah. Le père et le fils se sauvèrent d'Indonésie durant la "révolution indonésienne", comme les Indonésiens nomment la période de lutte contre les Néerlandais pour la défense de l'indépendance 1945-49, au cours de laquelle de nombreuses familles royales et princières furent massacrées. 
Tengku Mansur s'est sauvé des insurgés avec son père âgé. Quelques jours plus tard, ils furent découverts dans un fossé d'un cimetière chinois avec de multiples blessures de coup reçues des couteaux et des transitoires de bambou. Ils ont été alors mis dans un camion, et "portés à l'hôpital" par le pemuda, mais n'ont été jamais revus. Pratiquement chaque domestique aîné du gouvernement d'État ont été pareillement expédiés. 
Le sultanat n'a pas été reconstitué après la restauration de l'autorité légale.

## Liste des souverains de Kualuh
- 1829-1868 : Muhammad Ishaq ibni al-Marhum, fils de Raja Said Musa Shah, Raja d'Asahan; Raja des territoires de Kualuh
- 1868-1882 : Sri Paduka Tuanku Al-Haji 'Abdu'llah Ni'matu'llah Shah bin Muhammad Ishak, fils du précédent
- 1882-1946 : Sri Paduka Tuanku Al-Haji Muhammad Shah, fils du précédent
- 17 août 1945 : proclamation de l'indépendance de l'Indonésie